# ギオン・ブルーフォード
ギオン・ブルーフォード（Guion Stewart Bluford Jr.、1942年11月22日-）は、アメリカ合衆国の航空技術者、アメリカ空軍の戦闘機パイロット、アメリカ航空宇宙局の宇宙飛行士であり、アフリカ系アメリカ人として初めて、アフリカ起源の人物としてキューバのアルナルド・タマヨ・メンデスに続き2人目に宇宙を訪れた。宇宙飛行士になる前にはアメリカ空軍に所属しており、大尉にまでなった。1983年から1992年にかけて4度のスペースシャトルのミッションに参加した。

## 生い立ち
ペンシルベニア州フィラデルフィアで生まれ、1960年にオーバーブルック高校を卒業した。1964年にペンシルベニア州立大学で航空宇宙工学の学士号、1974年に空軍工科大学で航空宇宙工学の修士号、1978年に同大学でレーザー物理学を副専攻として航空宇宙工学の博士号、1987年にヒューストン大学クリアレイク校で経営学修士を取得した。また、ペンシルベニア大学のウォートン・スクールにも通った。
趣味は、読書、水泳、ジョギング、ラケットボール、ハンドボール、スキューバダイビング、ゴルフである。1964年にLinda Tullと結婚し、ギオン3世とジェームズの2人の息子がいる。

## 空軍でのキャリア
ブルーフォードは、アリゾナ州のウィリアムズ空軍基地でパイロットの訓練を受け、1966年1月にw:pilot wingsを得た。その後、アリゾナ州とフロリダ州でF-4Cの搭乗訓練を受け、ベトナムのカムラン湾の第557教育飛行隊に配属された。144回出撃し、そのうち65回はベトナム民主共和国上空であった。
1967年7月、T-38Aの教官として、テキサス州シェパード空軍基地の第3630教育飛行隊に配属された。1971年初めには中隊長士官学校(w:Squadron Officer School)に通った。1972年8月、オハイオ州ライト・パターソン空軍基地の空軍工科大学に入学し、1974年に修士号を得て卒業すると、同空軍基地の空軍飛行ダイナミクス研究所に配属され、計算流体力学の分野でいくつか論文を書いた。
T-33、T-37、T-38、F-4C、U-2/TR-1、F-5A/B等の機体に搭乗して、5,200時間の飛行経験を持つ。そのうち1,300時間は、教官としてT-38に乗った。また、連邦航空局のパイロットの免許も持つ。

## NASAでのキャリア
ブルーフォードは、1979年8月に数千人の候補者の中からNASAの宇宙飛行士に選ばれた。シャトル・アビオニクス統合施設とFlight Systems Laboratory (FSL)で、宇宙ステーションの運用、シャトル・リモート・マニピュレータ・システム(RMS)やスペースラブのシステムや実験、ペイロードの安全性、飛行ソフトウェアの評価等を担当した。STS-8、STS-61-A、STS-39、STS-53にミッションスペシャリストとして参加した。
最初のミッションのSTS-8では、1983年8月30日にフロリダ州のケネディ宇宙センターから打ち上げられた。これは、スペースシャトル・チャレンジャーの3度目の打上げで、夜間に打上げと着陸を行う初めてのミッションであった。このミッションの間、乗組員は、Indian National Satellite (INSAT-1B)を展開し、カナダで建造したロボットアーム(RMS)を試験し、生細胞サンプルを用いてContinuous Flow Electrophoresis System (CFES)を運用し、宇宙飛行の生体生理学的効果を調べるための医学測定を行い、4つの"Getaway Special" キャニスターを起動した。145時間で地球を98周し、1983年9月5日にカリフォルニア州のエドワーズ空軍基地に着陸した。
その後、1985年10月30日にSTS-61-Aでケネディ宇宙センターから宇宙に飛び立った。このミッションでは、1度に宇宙飛行を行った最多人数である8人が登場し、うち3人はヨーロッパ人のペイロードスペシャリストであった。またこの回は、ドイツ航空宇宙研究所の指揮の下で行われた初めてのスペースラブのミッションであり、アメリカ合衆国がペイロードの制御を他国（ドイツ航空宇宙センター）に渡した初めての事例となった。このミッションでは、"Getaway Special"のキャニスターからGlobal Low Orbiting Message Relay Satellite (GLOMR)が放出され、スペースラブで流体物理学、材料科学、生物科学、ナビゲーション等を含む76の実験が行われた。169時間で地球を111周し、1985年11月6日にエドワーズ空軍基地に着陸した。
1991年4月28日は、STS-39でケネディ宇宙センターから打ち上げられた。乗組員は、AFP-675ペイロードを用いて、オーロラ、地球の縁、空、スペースシャトルの環境に関するデータを収集した。このペイロードには、Cryogenic Infrared Radiance Instrumentation for Shuttle (CIRRIS-1A) experiment、Far Ultraviolet Camera experiment (FAR UV)、Uniformly Redundant Array (URA)、Quadrupole Ion Neutral Mass Spectrometer (QINMS)、Horizon Ultraviolet Program (HUP)等があった。また、Infrared Background Signature Survey (IBSS)を積んだSPAS-IIを展開、回収した。199時間で地球を134周し、1991年5月6日にケネディ宇宙センターに着陸した。
最後のミッションはSTS-53で、1992年12月2日にケネディ宇宙センターから打ち上げられた。5人の乗組員は、国防総省のペイロードを展開し、いくつかの軍事実験を行った。175時間で地球を115周し、1992年12月9日にエドワーズ空軍基地に着陸した。4度のミッションの合計で、宇宙の滞在時間は688時間となった。
コロラド州モニュメントのボーイスカウト第514分隊は、チャレンジャー号爆発事故で爆発した機体に乗せるためにアメリカ合衆国の国旗を提供していたが、この国旗は無傷で戻った（w:Challenger flag）。イーグルスカウトであったブルーフォードは、1986年12月にボーイスカウト第514分隊にこの旗を返還する使者に指名された。この年の12月18日、ファルコン空軍基地で行われたセレモニーで、旗を返還した。

## NASA以降
ブルーフォードは1993年にNASAを辞し、空軍も引退して、Nyma, Inc.の副社長、1997年5月にはFederal Data Corporationの航空宇宙部門の副社長、2000年10月にはノースロップ・グラマンの微小重力研究開発担当の副社長となった。2002年9月にノースロップ・グラマンから離れ、オハイオ州クリーヴランドの技術コンサルタント会社であるAerospace Technologyの社長となった。
1997年にw:International Space Hall of Fame、2010年にw:United States Astronaut Hall of Fameに選ばれた。
2002年、アフリカ研究者のモレフィ・ケテ・アサンテは、ブルーフォードを『100人の偉大なアフリカ系アメリカ人』に選んだ。2006年には、母校のペンシルベニア州立大学から"Grand Marshal"に選ばれた。